# Sałasz Wschodni
Sałasz Wschodni albo po prostu Sałasz (909 m n.p.m.) – szczyt w Paśmie Łososińskim w Beskidzie Wyspowym Nieco niższy od Jaworza, lecz równie wspaniały szczyt całego pasma, położony pomiędzy Jaworzem (921 m) a Sałaszem Zachodnim (868,5 m). Wznosi się nad wsiami Żmiąca, Jaworzna, Pisarzowa i Mordarka. Nazwa Sałasz jest związana z gospodarką pasterską. W literaturze turystycznej (starsze roczniki „Wierchów”) spotykamy także nazwę Sałacz. W północną stronę od Sałasza Wschodniego poprzez przełęcz Oślak odbiega boczny i niższy grzbiet Cuprówki oddzielający miejscowości Żmiąca i Jaworzna.
Tuż poniżej szczytu Sałasza Wschodniego, na jego grzbiecie i obydwu stokach, znajduje się rozległa (dawniej) polana, która niegdyś słynęła z widoków, zarówno na południową, jak i północną stronę. Na polanie tej były dawniej domy. Pozostały po nich tylko zdziczałe drzewa owocowe. Opuszczona i nieużytkowana polana zarasta lasem i widoków już z niej praktycznie nie ma. Przy szlaku turystycznym dobrze jeszcze widoczne są duże kupy kamieni. Świadczą one o tym, że niegdyś były tutaj pola orne. Aby móc uprawiać kamienistą ziemię, trzeba było je stale zbierać, po każdej bowiem ulewie spływająca woda wypłukiwała glebę pozostawiając kamienie. Wyrzucano je na kopce w upatrzonych miejscach.

## Szlaki turystyczne
Możliwość dotarcia pieszym szlakiem turystycznym:
 – z Limanowej
 – z Laskowej, następnie na wschód szlakiem niebieskim
 – z Pisarzowej, następnie na wschód szlakiem niebieskim
 – z Łososiny Górnej, następnie na wschód szlakiem niebieskim
 – znad Jeziora Rożnowskiego